# Philippe Bonnardel
Philippe Bonnardel (París, Francia, 28 de julio de 1899-Ídem, 17 de febrero de 1953) fue un futbolista internacional francés. Es conocido por su carrera internacional y en Red Star FC, donde ganó tres títulos consecutivos de la Copa de Francia de 1921 a 1923. Bonnardel hizo su debut internacional el 29 de febrero de 1920 en una victoria 2-0 sobre Suiza. Fue miembro del equipo de Francia que participó en el torneo de fútbol en los Juegos Olímpicos de 1924. En su último partido como internacional, lució el brazalete de capitán en una derrota por 4-0 ante  Portugal.

## Equipos
| Equipo                         | País    | Años      | PJ | Goles |
| ------------------------------ | ------- | --------- | -- | ----- |
| Red Star FC                    | Francia | 1920-1927 | ?  | ?     |
| US Quevilly                    | Francia | 1926–1927 | 18 | 2     |
| CASG Paris                     | Francia | ?         | ?  | ?     |
| Selección de fútbol de Francia | Francia | 1920–1927 | 23 | 0     |

## Palmarés

### Campeonatos nacionales
| Título          | Club        | Año  |
| --------------- | ----------- | ---- |
| Copa de Francia | Red Star FC | 1921 |
| Copa de Francia | Red Star FC | 1922 |
| Copa de Francia | Red Star FC | 1923 |